# Paralopostega
Paralopostega is een geslacht van vlinders van de familie oogklepmotten (Opostegidae), uit de onderfamilie Oposteginae.

## Soorten
- P. callosa (Swezey, 1921)
- P. dives (Walsingham, 1907)
- P. filiforma (Swezey, 1921)